# Mychajło Sokołowski
Mychajło Hryhorowycz Sokołowski, ukr. Михайло Григорович Соколовський, ros. Михаил Григорьевич Соколовский, Michaił Grigorjewicz Sokołowski (ur. 15 listopada 1951 w Słowiańsku, w obwodzie donieckim) – ukraiński piłkarz, grający na pozycji pomocnika, trener piłkarski.

## Kariera piłkarska

### Kariera klubowa
W 1965 rozpoczął karierę piłkarską w juniorskiej drużynie Chimik Słowiańsk, skąd w 1970 trafił do drużyny Awanhard Kramatorsk, a potem co roku zmieniał kluby na SKA Kijów, SK Czernihów oraz Metałurh Zaporoże. W latach 1974–1987 występował w Szachtarze Donieck, z którym odnosił największe sukcesy. Wieloletni kapitan zespołu oraz rekordzista Szachtara. W 1988 przeszedł do Krystału Chersoń, w którym łączył funkcję trenera. W tym klubie i zakończył karierę piłkarską w wieku 37 lat.

### Kariera reprezentacyjna
W latach 1976–1977 rozegrał 10 meczów w młodzieżowej reprezentacji ZSRR.

## Kariera trenerska
Już jako piłkarz pełnił rolę trenera w Krystału Chersoń. Potem pracował z klubami Antracyt Kirowskie, Stal Stalowa Wola, Siłur Charcyzk, Szachtar Donieck oraz Metałurh Donieck. Od lipca 2006 do 16 kwietnia 2007 pracował w sztabie szkoleniowym Serhija Jaszczenki w Metałurhu Zaporoże. Potem pracował na stanowisku skauta Szachtara Donieck.

## Sukcesy i odznaczenia

### Sukcesy klubowe
- wicemistrz ZSRR: 1975, 1979
- brązowy medalista Mistrzostw ZSRR: 1979
- zdobywca Pucharu ZSRR: 1980, 1983
- zdobywca Pucharu Sezonu ZSRR: 1983

### Sukcesy indywidualne
- członek Klubu Grigorija Fiedotowa: 103 goli
- członek Klubu Ołeha Błochina: 105 goli
- 3-krotnie wybrany do listy 33 najlepszych piłkarzy ZSRR:
  - Nr 2: 1983
  - Nr 3: 1975, 1982
- rekordzista klubu Szachtar Donieck w ilości rozegranych meczów: 400
- król strzelców klubu Szachtar Donieck w Mistrzostwach ZSRR: 87 goli

### Odznaczenia
- tytuł Mistrza Sportu ZSRR: 1974
- Order „Za zasługi” III klasy: 2011[3]